# Acanthoderes latevittata
Acanthoderes latevittata là một loài bọ cánh cứng trong họ Cerambycidae.